# Пожарє
Пожарє (словен. Požarje) — поселення в общині Загорє-об-Саві, Засавський регіон, Словенія. Висота над рівнем моря: 666,1 м.